# Décès en mars 2001
Décès
- 1997
- 1998
- 1999
- 2000
- 2001
- 2002
- 2003
- 2004
- 2005

Pour une information complémentaire, voir la page d'aide.

| Date          | Nom                          | Activités                                                                                | Âge | Source |
| ------------- | ---------------------------- | ---------------------------------------------------------------------------------------- | --- | ------ |
| date inconnue | Heinz Satrapa                | joueur et entraineur de football allemand qui a pratiqué son sport en Allemagne de l'Est | 73  | (de)   |
| 2 mars        | Jean-Luc Fournier            | footballeur français.                                                                    | 42  |        |
| 2 mars        | François Abadie              | homme politique français                                                                 | 70  |        |
| 2 mars        | Louis Faurer                 | photographe américain                                                                    | 84  |        |
| 3 mars        | Roger Buchonnet              | coureur cycliste français                                                                | 74  |        |
| 3 mars        | Louis Edmonds                | acteur américain                                                                         | 77  |        |
| 4 mars        | Jean Bazaine                 | peintre français                                                                         | 96  |        |
| 5 mars        | Frans de Mulder              | coureur cycliste belge                                                                   | 63  |        |
| 8 mars        | Bent Hansen                  | Footballeur international danois.                                                        | 67  |        |
| 8 mars        | Ninette de Valois            | danseuse et chorégraphe britannique                                                      | 102 |        |
| 11 mars       | Mário Covas                  | homme politique brésilien                                                                | 71  |        |
| 11 mars       | Kuo Ming-fong                | Érudite chinoise                                                                         | 45  | (de)   |
| 12 mars       | Morton Downey Jr.            | acteur, présentateur de télévision, chanteur et auteur-compositeur américain             | 67  | (en)   |
| 12 mars       | Guy Le Coniac de La Longrays | officier, compagnon de la Libération                                                     | 81  |        |
| 12 mars       | Robert Ludlum                | romancier américain                                                                      | 73  |        |
| 13 mars       | Encarnación Alzona           | féministe et historienne philippine                                                      | 105 |        |
| 15 mars       | Daniel Sénélar               | peintre français                                                                         | 75  |        |
| 15 mars       | Ann Sothern                  | actrice américaine                                                                       | 92  |        |
| 16 mars       | Bob Wollek                   | pilote de course automobile français                                                     | 57  |        |
| 19 mars       | Béatrice Clément             | Scénariste de bande dessinée canadienne                                                  | 95  |        |
| 22 mars       | William Hanna                | Producteur de dessins animés américain                                                   | 90  |        |
| 22 mars       | Edith Oppenheim-Jonas        | Peintre, dessinatrice et caricaturiste allemande naturalisée suisse                      | 93  |        |
| 23 mars       | Margaret Ursula Jones        | archéologue britannique                                                                  | 84  |        |
| 24 mars       | Kazuyoshi Oimatsu            | patineur artistique japonais                                                             | 89  |        |
| 28 mars       | Jeanette Kimball             | pianiste de jazz américaine                                                              | 94  |        |
| 29 mars       | John Lewis                   | pianiste et compositeur de jazz américain                                                | 80  |        |